# 수라상
수라상(水刺床)은 고려 말과 조선시대의 궁중 음식에서 왕에게 올리던 밥상을 높여 부르는 말이다. '수라'라는 말은 고려 원종 때 전해진 몽골어로, 음식을 뜻하는 '슐라'에서 온 것으로 보고 있다. 하루에 아침과 저녁 두 차례에 걸쳐서 받았으며, 아침 수라는 오전 10시경, 저녁 수라는 오후 5시경에 들었다.
수라상은 12첩 반상차림으로 원반과 곁반, 책상반의 3상으로 구성되어 있다. 원반에는 흰수라, 곽탕(미역국), 조치(찌개), 찜(선), 전골, 김치, 장과 함께 12가지 반찬을 놓았으며, 곁반에는 팥수라, 곰탕, 별식 육회, 별식 수란, 찻주발, 차관, 은공기 3개, 은접시 3개, 책상반에는 전골, 장국, 고기, 참기름, 계란, 각색채소 등을 놓았다. 12첩은 더운구이(육류, 어류)와 찬구이(김, 더덕, 채소), 전유어, 편육, 숙채, 생채, 조리개(조림), 젓갈, 장과(장아찌), 마른찬(자반, 튀각), 별찬, 생회 또는 숙회로 구성되었다.
흰수라와 곽탕, 팥수라와 곰탕을 각각 원반과 곁반에 따로 올려서 먹고 싶은 수라와 탕을 고를 수 있게 하였다. 조치는 젓국 조치와 토장 조치 2가지를 준비하였으며, 육류는 찜, 채소류는 선으로 올리고, 전골의 경우는 화로와 전골틀을 함께 두어 책상반에 준비해둔 고기와 채소, 양념을 즉석에서 조리하여 지찬하였다. 김치류는 송송이와 젓국지, 동치미를 놓았으며, 장에는 청장과 초장, 초고추장을 올렸다.

## 같이 보기
- 한국 요리